# 佳德糕餅
佳德糕餅（英語：Chia Te Bakery），公司全名為佳德糕餅有限公司。是一個起源於臺灣臺北市的鳳梨酥品牌。成立於1975年，創辦人為陳堂彭。